# La fotògrafa corsa
La fotògrafa corsa (títol original en francès, À son image, lit. ‘A la seva imatge’) és una pel·lícula francesa de 2024 dirigida per Thierry de Peretti. És una adaptació de la novel·la homònima de Jérôme Ferrari. S'ha subtitulat al català.
La pel·lícula es va presentar a la Quinzena de Cineastes durant el Festival de Cinema de Canes de 2024.
El rodatge va tenir lloc d'agost a novembre de 2023, entre Aiacciu, Tolla, Bastelica i Calvi a Còrsega, així com la capital sèrbia de Belgrad.